# Președintele României
Președintele României este șeful de stat al României. El are rolul de a reprezenta statul român în relațiile internaționale; conform Constituției, este garantul independenței naționale, veghează la respectarea Constituției și la buna funcționare a autorităților publice, exercită funcția de mediere între puterile statului, precum și între stat și societate. De asemenea, președintele este comandantul forțelor militare și îndeplinește funcția de președinte al Consiliului Suprem de Apărare a Țării.

## Istoric

### Evoluții instituționale
Până la abdicarea forțată a regelui Mihai I, atribuțiile de șef al statului român au fost deținute și exercitate de rege. Odată cu proclamarea republicii, la 30 decembrie 1947, aceste atribuții au fost preluate de un organ colegial, denumit Prezidiul republicii. Conform Constituției din 1948, funcția de șef de stat este încredințată 
Prezidiului Marii Adunări Naționale, menținut până în 1961, când a fost înlocuit de Consiliul de Stat. 
Funcția propriu-zisă de președinte al republicii a fost creată în anul 1974. Începând cu 27 decembrie 1989, se instituie funcția de Președinte al Consiliului Frontului Salvării Naționale (CFSN), care primea și atribuțiile de șef de stat. La începutul lunii februarie a anului 1990, organele centrale ale puterii politice se reorganizează, prin constituirea Consiliului Provizoriu de Uniune Națională (CPUN), al cărui președinte preia și atribuțiile de șef de stat.

### Persoanele care au deținut funcția de Președinte al României sau echivalent
| Nume                | Data începerii mandatului | Data terminării mandatului | Titlu oficial                                                   |
| Nicușor Dan         | 26 mai 2025               | în funcție                 | președintele României                                           |
| Ilie Bolojan        | 12 februarie 2025         | 26 mai 2025                | președinte interimar al României                                |
| Klaus Iohannis      | 21 decembrie 2014         | 12 februarie 2025          | președintele României                                           |
| Crin Antonescu      | 6 iulie 2012              | 27 august 2012             | președinte interimar al României                                |
| Traian Băsescu      | 6 decembrie 2009          | 21 decembrie 2014          | președintele României                                           |
| Nicolae Văcăroiu    | 20 aprilie 2007           | 23 mai 2007                | președinte interimar al României                                |
| Traian Băsescu      | 20 decembrie 2004         | 6 decembrie 2009           | președintele României                                           |
| Ion Iliescu         | 20 decembrie 2000         | 20 decembrie 2004          | președintele României                                           |
| Emil Constantinescu | 29 noiembrie 1996         | 20 decembrie 2000          | președintele României                                           |
| Ion Iliescu         | 30 octombrie 1992         | 11 octombrie 1996          | președintele României                                           |
| Ion Iliescu         | 18 iunie 1990             | 11 octombrie 1992          | președintele României                                           |
| Ion Iliescu         | 6 februarie 1990          | 18 iunie 1990              | președinte al Consiliului Provizoriu de Uniune Națională (CPUN) |
| Ion Iliescu         | 27 decembrie 1989         | 6 februarie 1990           | președinte al Consiliului Frontului Salvării Naționale (CFSN)   |
| Nicolae Ceaușescu   | 28 martie 1974            | 22 decembrie 1989          | președintele Republicii Socialiste România                      |

În timpul primului său mandat, președintele Traian Băsescu a fost suspendat din funcție de către Parlamentul României pe motiv de neconstituționalitate. Suspendarea a fost invalidată cu 74,48% din voturile exprimate la referendumul de demitere a președintelui organizat la data de 19 mai 2007. Traian Băsescu a fost suspendat din nou în 2012 în timpul celui de-al doilea mandat al său, iar referendumul de demitere a fost invalidat pentru neatingerea pragului legal de prezență la vot. Până la momentul actual, Băsescu rămâne singurul președinte al României după 1989 suspendat în cursul exercitării mandatului.

## Atribuțiile Președintelui

### Atribuții legislative
- promulgarea legilor;
- semnarea legilor în vederea publicării lor în Monitorul Oficial;
- dreptul de veto - poate propune întoarcerea unei legi în parlament pentru verificare, o singură dată;
- posibilitatea de a sesiza Curtea Constituțională în legătură cu neconstituționalitatea legilor sau în legătură cu conflicte juridice de natură constituțională.

### Atribuții ale Președintelui României privind organizarea și funcționarea puterilor publice
- prezentarea de mesaje Parlamentului cu privire la principalele probleme politice ale națiunii;
- consultarea Guvernului cu privire la probleme urgente și de importanță deosebită;
- participarea la unele ședințe ale Guvernului;
- organizarea referendumului în probleme de interes național, după consultarea prealabilă a Parlamentului.

### Atribuții cu privire la numirea sau revocarea altor autorități publice
- dizolvarea Parlamentului, în condițiile în care acesta a refuzat de două ori investitura Guvernului;
- desemnarea unui candidat pentru funcția de prim-ministru;
- numirea Guvernului pe baza votului de încredere al Parlamentului;
- revocarea sau numirea unor miniștri în caz de remaniere guvernamentală sau de vacanță a postului, la propunerea primului ministru;
- numirea a trei judecători la Curtea Constituțională;
- numirea în funcție a magistraților;
- numiri în anumite funcții publice;
- acordarea gradelor de mareșal, de general și de amiral etc.

### Atribuții în domeniul apărării și ordinii publice
- declararea, de regulă, cu aprobarea prealabilă a Parlamentului, a mobilizării parțiale sau generale a forțelor armate;
- instituirea stării de asediu sau a stării de urgență, parțiale sau totale;
- Președintele României este comandantul forțelor armate și îndeplinește funcția de președinte al Consiliului Suprem de Apărare a Țării.

### Atribuții de domeniul politicii externe
- încheierea tratatelor negociate de Guvern și supunerea spre ratificare Parlamentului;
- acreditarea și rechemarea reprezentanților diplomatici ai României, la propunerea Guvernului, cu caracter consultativ și neobligatoriu;
- aprobarea înființării, desființării sau schimbării rangului misiunilor diplomatice;
- acreditarea în România a reprezentanților diplomatici ai altor state;
- organizarea ambasadelor românești în străinătate;
- reprezintă România în Consiliul European

### Alte atribuții
- conferirea decorațiilor și titlurilor de onoare;
- acordarea grațierii individuale.

## Alegerea Președintelui
Președintele României este ales prin votul direct al cetățenilor, în sistem de vot majoritar, în două tururi de scrutin. Durata mandatului Președintelui este de cinci ani, iar numărul maxim de mandate care poate fi obținut este de două.

## Jurământul Președintelui
Jurământul conform Constituției din 1965, modificate în anul 1974, era următorul:
Jur să slujesc cu credință patria, să acționez cu fermitate pentru apărarea independenței, suveranității și integrității țării, pentru bunăstarea și fericirea întregului popor, pentru edificarea socialismului și comunismului în Republica Socialistă România! Jur să respect și să apăr Constituția și legile țării, să fac totul pentru aplicarea consecventă a principiilor democrației socialiste, pentru afirmarea in viața societății a normelor eticii și echității socialiste! Jur să promovez neabătut politica externă de prietenie și alianță cu toate țările socialiste, de colaborare cu toate națiunile lumii, fără deosebire de orînduire socială, pe baza deplinei egalități în drepturi, de solidaritate cu forțele revoluționare, progresiste, de pretutindeni, de pace și prietenie între popoare! Jur că îmi voi face întotdeauna datoria cu cinste și devotament pentru strălucirea și măreția națiunii noastre socialiste, a Republicii Socialiste România!
Actualmente, textul jurământului prevăzut de Constituția în vigoare este acesta:
Jur să-mi dăruiesc toată puterea și priceperea pentru propășirea spirituală și materială a poporului român, să respect Constituția și legile țării, să apăr democrația, drepturile și libertățile fundamentale ale cetățenilor, suveranitatea, independența, unitatea și integritatea teritorială a României. Așa să-mi ajute Dumnezeu!
Jurământul se depune în fața celor două camere ale Parlamentului, reunite în ședință comună. De la acest moment, începe exercitarea mandatului prezidențial.

## Răspunderea Președintelui
În general, Președintele României nu răspunde juridic pe durata mandatului său. Ideea nu este însă clar exprimată în Constituție, ci rezultă indirect, din reglementarea expresă a situațiilor în care acesta poate fi obligat să răspundă.

### Răspunderea politică
Conform art.95 din Constituție, atunci când președintele comite fapte grave de încălcare a prevederilor acesteia, se poate propune de către cel puțin o treime din numărul deputaților și senatorilor suspendarea președintelui din funcție. După consultarea Curții Constituționale, se poate adopta propunerea de suspendare, prin votul majorității deputaților și senatorilor. 
În cazul adoptării propunerii de suspendare, în termen de 30 de zile se organizează un referendum pentru demiterea președintelui.

### Răspunderea penală
Răspunderea penală intervine numai în cazul în care șeful statului ar comite infracțiunea de înaltă trădare. Punerea sub acuzare poate fi hotărâtă de Camera Deputaților și Senatului, în ședință comună, pe baza votului a două treimi din numărul parlamentarilor. Competența de judecată aparține Înaltei Curți de Casație și Justiție. Din momentul punerii sub acuzare, Președintele este suspendat de drept; în cazul pronunțării unei hotărâri de condamnare, el este demis.

## Consilierii administrației prezidențiale
În iunie 2010, președintele României atunci în funcție, Traian Băsescu, avea 120 de consilieri.
90 dintre ei erau consilieri cu diferite gradații și trepte de încadrare, adică slujbași de rang superior, iar 20 aveau rang.
10 dintre cei din urmă erau consilieri prezidențiali asimilați funcției de ministru, iar ceilalți 10 erau consilieri de stat al căror rang este identic cu funcția de ministru-adjunct.